# مارييل فرانكو
مارييل فرانكو (بالبرتغالية: Marielle Franco‏) (و. 1979 – 2018 م) هي اجتماعية، وعضوة مجلس ريو دي جانيرو.، برازيلية، ولدت في ريو دي جانيرو، توفيت فيها، عن عمر يناهز 39 عاماً.

## اغتيالها
يوم 14 مارس 2018 جرى اغتيالها في مدينة ريو دي جانيرو أثناء خروجها من اجتماع ألقت خلالها محاضرة عن أوضاع النساء ذوات البشرة السوداء مطالبة بتمكينهن، وقٌتل معها سائقها، فيما أصيب صحفي ثالث كان يجلس في المقعد الخلفي للسيارة. تم إطلاق النار عليها أربع مرات في الرأس، وأصابت ثلاث رصاصات سائقها أندرسون بيدرو غوميز.

## التعليم
تعلمت في الجامعة الأسقفية الكاثوليكية في ريو دي جانيرو، في تخصص علوم اجتماعية، وجامعة فلومينينسي الاتحادية، في تخصص إدارة عامة، وتحصلت منها على ماجستير.